# Rendu-Gletscher
Der Rendu-Gletscher ist ein 18 km langer Gletscher im US-Bundesstaat Alaska und in der kanadischen Provinz British Columbia. 

## Geografie
Das Nährgebiet des Gletschers befindet sich zwischen Mount Barnard und Boundary Peak 159 auf einer Höhe von 1400 m in den Alsek Ranges im Tatshenshini-Alsek Provincial Park von British Columbia. Von dort strömt er in südöstlicher Richtung und überquert kurz darauf die Grenze nach Alaska. Dort befindet sich der Gletscher im Glacier-Bay-Nationalpark im Panhandle von Alaska. Der im Mittel 1,3 km breite Gletscher endet kurz vor dem Kopfbereich des Rendu Inlet, einer Seitenbucht der Glacier Bay.

## Gletscherentwicklung
Anfang der 1980er Jahre wuchs der Rendu-Gletscher über eine Periode von etwa einem Jahr ähnlich wie der östlich benachbarte Carroll-Gletscher. Anschließend kam der Gletscher zu einem Stillstand. Die Gletscherdicke des im unteren Bereich von Gesteinsschutt bedeckten Gletschers verringert sich seither stetig.

## Namensgebung
Benannt wurde der Gletscher nach Louis Rendu (1789–1859), einem französischen Pionier der Gletscherforschung.